# Вавра, Даниэль
Даниэль Вавра (чеш. Daniel Vávra; род. 2 сентября 1975, Рихнов-над-Кнежноу, Чехословакия) — чешский геймдизайнер и сооснователь компании Warhorse Studios. Наиболее известен как ведущий сценарист компьютерных игр Mafia: The City of Lost Heaven, Mafia II, Kingdom Come: Deliverance и Kingdom Come: Deliverance II.

## Биография
Даниэль Вавра родился в городе Рихнов-над-Кнежноу и впоследствии переехал в Прагу. У Даниэля присутствуют еврейские корни. С самого детства Дэн увлекался компьютерами, фотосъёмкой и рисованием комиксов. В раннем возрасте он учился в школе прикладного искусства в городе Турнове и начал свою карьеру в качестве графического дизайнера в рекламной компании TIPA. Даниэль написал множество статей для чешского игрового журнала Level и других. Он был активным демосценером, участвуя в составе коллектива Broncs под псевдонимом Hellboy. Вавра является страстным игроком в пейнтбол.

### Illusion Softworks/2K Czech
В 1998 году Вавра начал работать в компании Illusion Softworks 2D-художником. Его первым проектом стала игра Hidden & Dangerous, в которой он занимался созданием текстур. В следующим проекте Mafia: The City of Lost Heaven Даниэль взял на себя роли ведущего дизайнера, сценариста и соруководителя. Позже он стал ведущим лицом дочерней компании Illusion Softworks и работал над Wings of War, выпущенной в 2004 году. В 2005 году Даниэль работал над шутером от третьего лица Hi-Tech, выход которого не состоялся. Последним проектом Вавры в компании Illusion Softworks (позже 2K Czech) стала Mafia II. В 2009 году он покинул компанию.

### Warhorse Studios
В 2011 году Даниэль Вавра стал одним из соучредителей компании Warhorse Studios. В 2014 году компанией была анонсирована игра Kingdom Come: Deliverance, которая включала в себя элементы action/RPG с инновационной системой фехтования. Игра разрабатывалась на основе игрового движка CryEngine 3. Выход игры был назначен на 2015 год, но несмотря на финансовую поддержку Kickstarter, он был перенесён на неопределённый срок. В конечном итоге игра была выпущена 13 февраля 2018 года.

## Политические взгляды
Даниэль является ярым критиком цензуры, несмотря на обвинения разработчика в сексизме. В 2014—2015 годах для демонстрации своих политических взглядов Вавра использовал протестный хештэг #GamerGate.
В 2012 году Вавра возглавил акцию протеста против ареста Ивана Бухты и Мартина Пезлара, разработчиков компании Bohemia Interactive, арестованных во время их отпуска на греческом острове Лемнос. Акция протеста прошла у посольства Греции в Праге.

## Проекты
| Год  | Название                       | Роль                                                  | Компания           | Источник |
| ---- | ------------------------------ | ----------------------------------------------------- | ------------------ | -------- |
| 1999 | Hidden & Dangerous             |                                                       | Illusion Softworks | [ 12 ]   |
| 2002 | Mafia: The City of Lost Heaven | соруководитель, сценарист                             | Illusion Softworks | [ 12 ]   |
| 2010 | Mafia II                       | геймдизайнер, сосценарист, графический дизайнер       | 2K Czech           | [ 12 ]   |
| 2018 | Kingdom Come: Deliverance      | руководитель, ведущий сценарист, режиссёр озвучивания | Warhorse Studios   | [ 12 ]   |
| 2025 | Kingdom Come: Deliverance II   | руководитель, ведущий сценарист                       | Warhorse Studios   |          |